# Maurits Goossens
Maurits Goossens (Borgerhout, 22 februari 1914 - Antwerpen, 11 januari 2001) was een Vlaams acteur en hoorspelacteur.
In het theater was hij verbonden als acteur aan de KNS.
Hij had van 1959 tot 1986 tientallen rollen in televisiefilms en series. Hij speelde de rol van August Speydonck in de televisieserie De Paradijsvogels, had de rol van Koster Fideel in Wij, Heren van Zichem en was meneer Koekelkoorn in Springen.
Hij was als hoorspelacteur onder andere te horen in Standbeelden in de regen (Gerry Jones - Frans Roggen, 1970).